# Trzęsienie ziemi w Ludian (2014)
Trzęsienie ziemi w Ludian (2014) – trzęsienie ziemi, które nastąpiło 3 sierpnia 2014 roku w powiecie Ludian, w prowincji Junnan. Miało ono magnitudę 6,1. Serwis Earthquake-report.com podawał, że według stanu na godz. 21 czasu lokalnego, 7 sierpnia 2014, w jego wyniku zginęło 617 osób, 3143 odniosło obrażenia, a 200 tys. pozbawionych dachu nad głową. W prowincji Junnan 25,5 tysięcy domów zostało zniszczonych, niemal 40 tys. poważnie uszkodzonych, a dalszych 150 tys. – uszkodzonych. W Syczuanie zwaliły się 23 domy, a prawie 2600 jest uszkodzonych; w Kuejczou liczb wynosi odpowiednio 12 i 2150; straty materialne szacowane są na ponad 6 miliardów dolarów.
Amerykańskie służby geologiczne podały, że ziemia zatrzęsła się na głębokości 10 kilometrów o godz. 16.30 czasu lokalnego, 11 km na północny zachód od Wenping, a 29 km na południowy zachód od Zhaotong. Epicentrum wstrząsu znajdowało się w mieście Longtoushan. Trzęsienie było szczególnie odczuwalne w prowincji Junnan, słabiej zaś w prowincjach Kuejczou i Syczuan. By pomóc poszkodowanym, wysłano wsparcie w postaci ponad 33 tys. namiotów, 10 tys. składanych łóżek, 10 tys. kołder oraz 60 tys. płaszczy.
Bardzo poważne zagrożenie stworzyło obsuwisko ziemi, które zablokowało rzekę między Ludian a Qiaojia. Tworzące się jezioro wymusiło ewakuację 4200 osób i zalało wioskę Xintian. 6 sierpnia jezioro miało długość 15 km i powierzchnię 45 km kw. Masa wody była groźna dla położonych niżej miejscowości, gdyby doszło do nagłego przerwania tamy-obsuwiska. 7 sierpnia trwały gorączkowe prace nad przekopaniem upustu, który pozwoliłby obniżyć poziom wody.

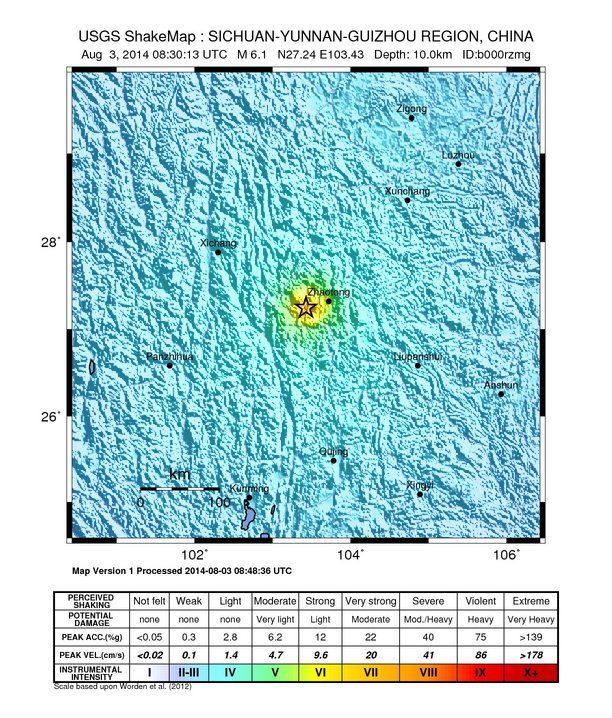
Mapa obszaru trzęsienia ziemi według United States Geological Survey